# Sudějov
Sudějov település Csehországban, a Kutná Hora-i járásban. Sudějov Rašovice, Petrovice II, Chlístovice, Čestín és Uhlířské Janovice településekkel határos. Lakosainak száma 82 fő (2024. január 1.).

## Népesség
A település lakosságának változását az alábbi diagram mutatja:
| Lakosok száma | 260  | 267  | 207  | 117  | 69   | 67   | 85   | 85   | 73   | 82   |
|               | 1869 | 1900 | 1921 | 1961 | 1980 | 2011 | 2016 | 2019 | 2021 | 2024 |